# 横浜英和幼稚園
横浜英和幼稚園（よこはまえいわようちえん）は神奈川県横浜市南区蒔田町ににあるミッション系の私立幼稚園。
教派はプロテスタントメソジスト派である。3年保育入園者には、青山学院横浜英和小学校へ内部推薦考査がある。

## 概要
1880年（明治13年）、横浜山手48番に設立された「ブリテン女学校」（現：青山学院横浜英和中学高校）を源流とする。創立当時は幼稚園という形態はなかったが、創立時から3歳児を募集し、受け入れ、教育していた。
1908年（明治41年）6月1日、本牧上台に移転し「横浜英和女学校附属早苗幼稚園」（現：横浜本牧教会附属早苗幼稚園）が設立される。1924年（大正13年）、現校地である蒔田に移転する。当時は小学校、女学校と同じ敷地内にあったが、1966年（昭和41年）、隣の丘の中腹（蒔田町会下）に現幼稚園舎が新築、移転した。
1996年（平成8年）、「横浜英和幼稚園」と改称した。

## 特色
横浜英和学院の校訓
「心を清め 人に仕えよ」
- 完全給食制である。

## 併設学校
- 学校法人横浜英和学院
  - 青山学院横浜英和中学校・高等学校
  - 青山学院横浜英和小学校

系属校
- 青山学院大学